# ليو جيبسون
ليو جيبسون (بالإنجليزية: Leo Gibson)‏ (9 أغسطس 1983 بمونروفيا في ليبيريا - ) هو لاعب كرة قدم ليبيري في مركز الهجوم. شارك مع منتخب الولايات المتحدة الوطني لكرة قدم الصالات. أما مع النوادي، فقد لعب مع Charlotte Eagles ‏ وMinnesota Thunder ‏ وDetroit Ignition ‏ وCleveland City Stars ‏ وKansas City Comets (founded 2010) ‏ وفيلادلفيا كيكس ‏.

## وصلات خارجية
- ليو جيبسون على موقع قاعدة بيانات كرة القدم.إي يو (الإنجليزية)